# Пэйн, Джефф
Джефф Пэйн (англ. Jeff Pain; 14 декабря 1970, Анкоридж) — канадский скелетонист, выступающий за сборную Канады с 1995 года и считающийся самым успешным канадским спортсменом в этой области. Принимал участие в трёх Олимпийских играх, в 2002 году в Солт-Лейк-Сити занял лишь шестое место, но в 2006-м в Турине выиграл серебряную медаль, уступив чуть менее чем полсекунды своему соотечественнику Даффу Гибсону. Вызван в состав сборной на Олимпийские игры в Ванкувере.
За свою 11-летнюю карьеру Пэйн двадцать раз получал подиум Кубка мира в мужском скелетоне, в том числе два раза был первым (сезоны 2004-5 и 2005-6). Имеет в послужном списке три медали Чемпионатов мира — две золотые (2003, 2005) и одну серебряную (2001).
Во время соревнований Пэйн всегда выделяется нестандартным обмундированием, на его шлеме неизменно изображён яростный бобр.